# 1071
| Calendário gregoriano                                                        | 1071 MLXXI                                            |
| Ab urbe condita                                                              | 1824                                                  |
| Calendário arménio                                                           | 520 – 521                                             |
| Calendário bahá'í                                                            | -773 – -772                                           |
| Calendário budista                                                           | 1615                                                  |
| Calendário chinês                                                            | 3767 – 3768 Início a 2 de fevereiro (aproximadamente) |
| Calendário copta                                                             | 787 – 788                                             |
| Calendário etíope                                                            | 1063 – 1064                                           |
| Calendários hindus - Vikram Samvat - Calendário nacional indiano - Cáli Iuga | 1126 – 1127 992 – 993 4171 – 4172                     |
| Calendário Holoceno                                                          | 11071                                                 |
| Calendário islâmico                                                          | 463 – 464                                             |
| Calendário judaico                                                           | 4831 – 4832                                           |
| Calendário persa                                                             | 449 – 450                                             |
| Calendário rúnico                                                            | 1321                                                  |
| Calendário solar tailandês                                                   | 1614                                                  |

1071 (MLXXI, na numeração romana) foi um ano comum do século XI do Calendário Juliano, da Era de Cristo, a sua letra dominical foi B (52 semanas), teve início a um sábado e terminou também a um sábado.
No território que viria a ser o reino de Portugal estava em vigor a Era de César que já contava 1109 anos.
| Ano completo                   |
| ------------------------------ |
| Ano comum com início ao sábado |

## Eventos
- Fevereiro — Batalha de Pedroso: marca o fim da revolta contra o rei Garcia da Galiza protagonizada por Nuno Mendes, conde de Portucale, que morre na batalha.
- 22 de fevereiro — Batalha de Cassel: Roberto, o Frísio derrota o seu sobrinho Arnulfo III, conde da Flandres, que morre na batalha.
- 15 de abril — fim do Cerco de Bari: a derrota dos bizantinos sitiados frente aos normandos marca o fim da presença bizantina no sul de Itália.
- 26 de agosto — Batalha de Manzicerta: o Império Bizantino sofre uma pesada e decisiva derrota frente ao Império Seljúcida.
- 24 de outubro — Miguel VII Ducas ascende ao trono do Império Bizantino.

## Nascimentos
- Humberto II de Saboia, conde de Saboia  (m. 1103).
- Elvira Afonso, filha ilegítima do rei Afonso VI de Leão e esposa de Raimundo IV de Toulouse  (m. 1151)
- 22 de Outubro — Guilherme IX da Aquitânia, duque e poeta vernacular  (m. 1126).

## Mortes
- Fafes Sarrazins de Lanhoso, nobre do Condado Portucalense, alcaide do Castelo de Lanhoso  (n. c. 1020).
- Fevereiro — Nuno Mendes, conde de Portucale, na Batalha de Pedroso.
- 22 de fevereiro
  - Arnulfo III da Flandres, conde da Flandres  (n. 1055).
  - Guilherme FitzOsbern, 1° conde de Hereford, parente e conselheiro próximo de Guilherme, o Conquistador  (n. c. 1020).
- 16 de outubro — Almodis de la Marche, senhora de Lusignan, condessa de Toulouse e condessa de Barcelona  (n. c. 1020).